# Priče iz baze „Drugde”
Priče iz baze "Drugde" je strip serijal u izdanju Boneli Editore. Prva epizoda objavljena je premijerno u Italiji 1998. godine pod nazivom Onaj koji obitava u tami.

## Prvo izdanje u Srbiji
Ovaj serijal po prvi put je počeo da se objavljuje u Srbiji u okviru nove Zlatne serije. Prva epizoda objavljena je u avgustu 2018. godine.
Pogledati još: Zlatna serija (obnovljena edicija)

## Pojavljivanje u drugim Bonelijevim serijalima
Baza "Drugde" se često pojavljuje u serijalu Marti Misterija, a od druge dekade 21. veka i u serijalu Zagor. (Recimo, pogledati epizode Monstrum iz Filadelfije ili Dolina spomenika.)

## Do sada objavljene epizode u Srbiji
1. Onaj koji obitava u tami (02.08.2018)
2. Stvor koji vreba u magli (26.09.2019)
3. Senka koja je izazvala Šerloka Holmsa (19.11.2020)
4. Čovek koji je pripovedao priče (13.1.2022)
5. Žena koja je živela u dva sveta (9.3.2023)
6. Kandža koja se nadvila nad Amerikom (13.6.2024)